# Rahnella
Genre
Rahnella est un genre de bacilles Gram négatifs (BGN) de la famille des Yersiniaceae. Son nom fait référence au bactériologiste Otto Rahn qui fut le premier à décrire la famille des Enterobacteriaceae.

## Taxonomie
Jusqu'en 2016 ce genre était compté parmi les Enterobacteriaceae auquel il était rattaché sur la base de critères phénotypiques. Depuis la refonte de l'ordre des Enterobacterales en 2016 par Adeolu et al. à l'aide des techniques de phylogénétique moléculaire, il a été déplacé vers la famille des Yersiniaceae nouvellement créée.

## Liste d'espèces
Selon LPSN (9 juin 2025)  :
- Rahnella aceris Lee et al. 2021
- Rahnella aquatilis Izard et al. 1981 – espèce type
- Rahnella bonaserana Brady et al. 2022
- Rahnella bruchi Brady et al. 2017
- Rahnella contaminans Jeon et al. 2021
- Rahnella ecdela Brady et al. 2022
- Rahnella inusitata Brady et al. 2017
- Rahnella laticis Jeon et al. 2021
- Rahnella perminowiae Brady et al. 2022
- Rahnella rivi Brady et al. 2022
- Rahnella variigena Brady et al. 2017
- Rahnella victoriana Brady et al. 2017
- Rahnella woolbedingensis Brady et al. 2017

## Taxonomie
Le nom correct complet (avec auteur) de ce taxon est Rahnella Izard et al. 1981.
L'espèce type est Rahnella aquatilis Izard et al. 1981.

### Étymologie
L'étymologie du nom de genre de Rahnella est la suivante : Rah’nel.la. L. fem. dim. n. suff. -ella, suffixe diminutif; N.L. fem. dim. n. Rahnella,nommé d'après Otto Rahn, le microbiologiste germano-américain qui a proposé le nom Enterobacteriaceae en 1937.